# Epitafios

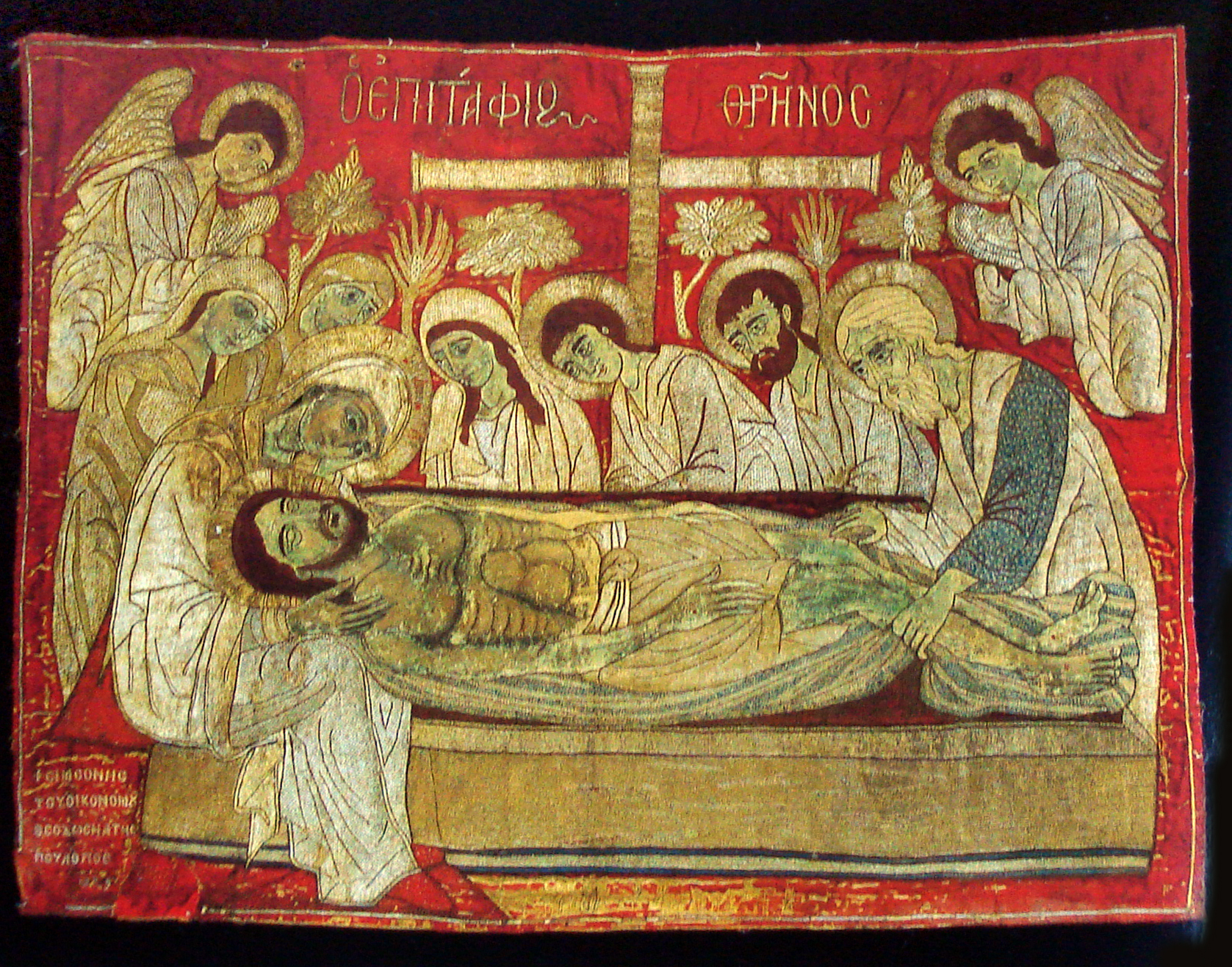
Řecký epitafios (1599), Benaki muzeum Atény

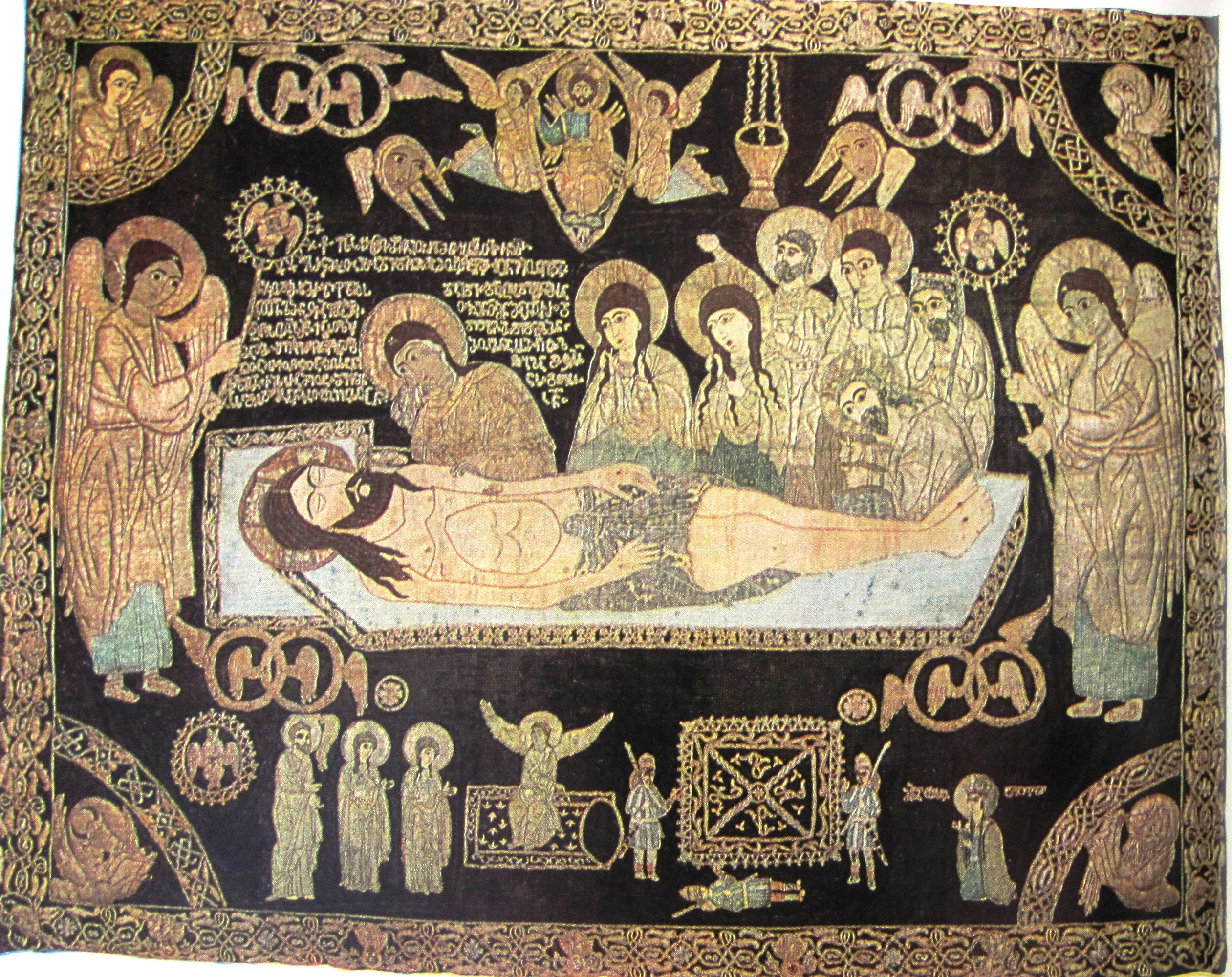
Gruzínský eptafios, Mccheta, 17. století

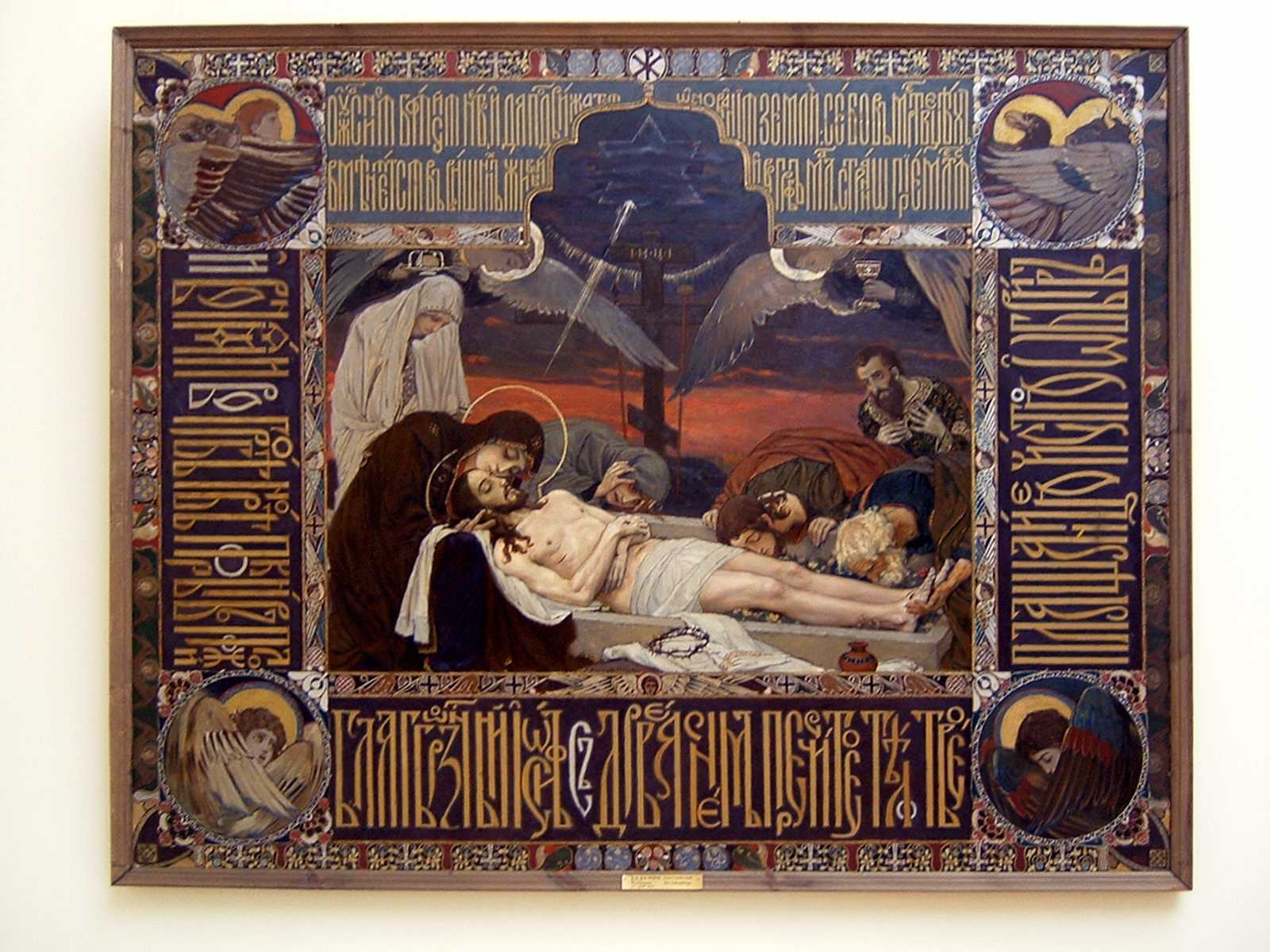
Ruský malovaný epitafios, Vasilij Vasněcov (1897)

Epitafios (řecky Ἐπιτάφιος latinsky epitaphios, rusky Плащаница, [2. pád sg. epitafia, 1. pád pl. epitafia]) je křesťanská ikona, zpravidla závěsná nabo ležící textilie, a to výšivka s motivem Ukládání Krista do hrobu a nápisovým pásem po obvodu, která se užívá při velikonočních bohoslužbách nejčastěji ve východních církvích byzantského obřadu.

## Historie

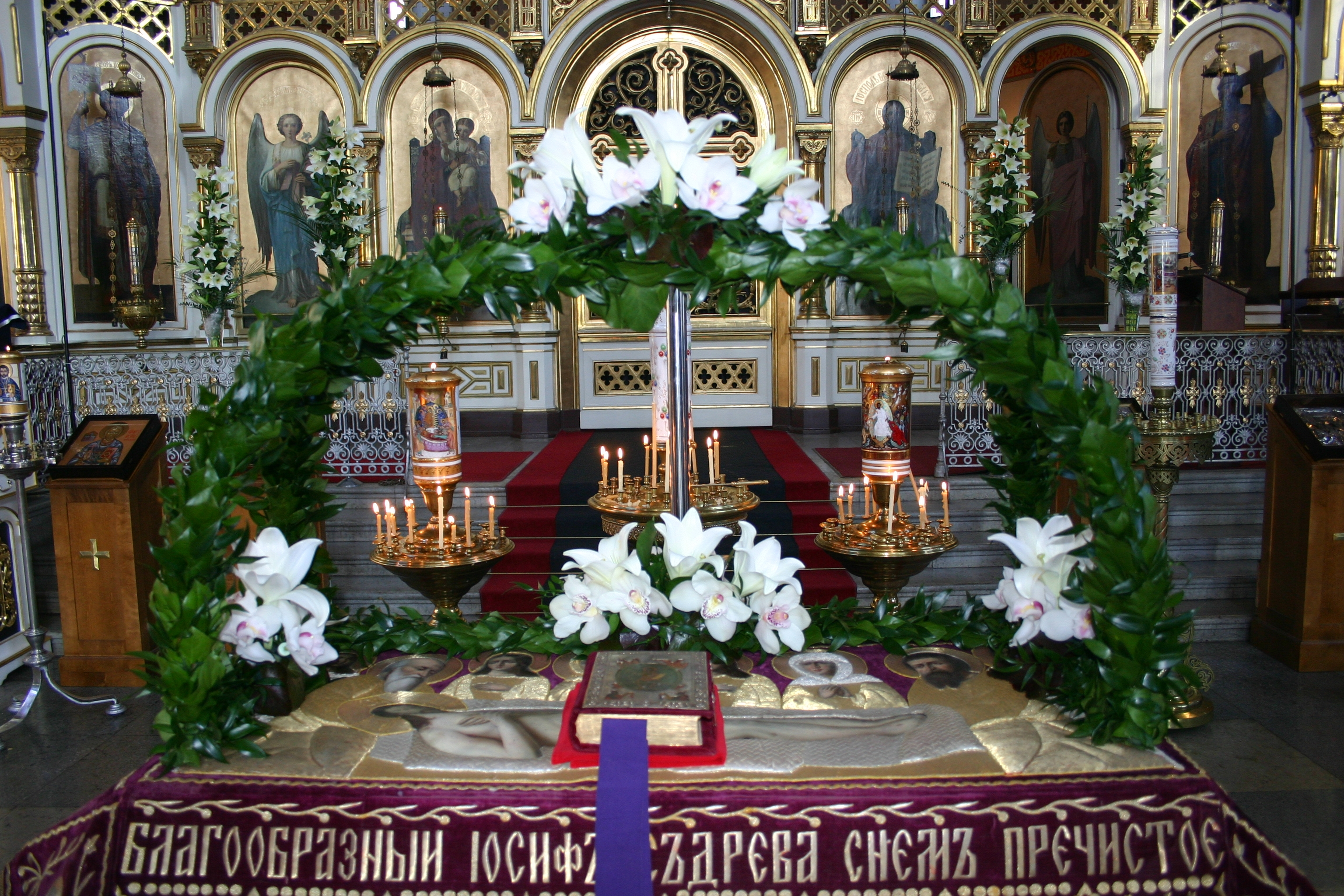
Epitafios položený na oltářní menze

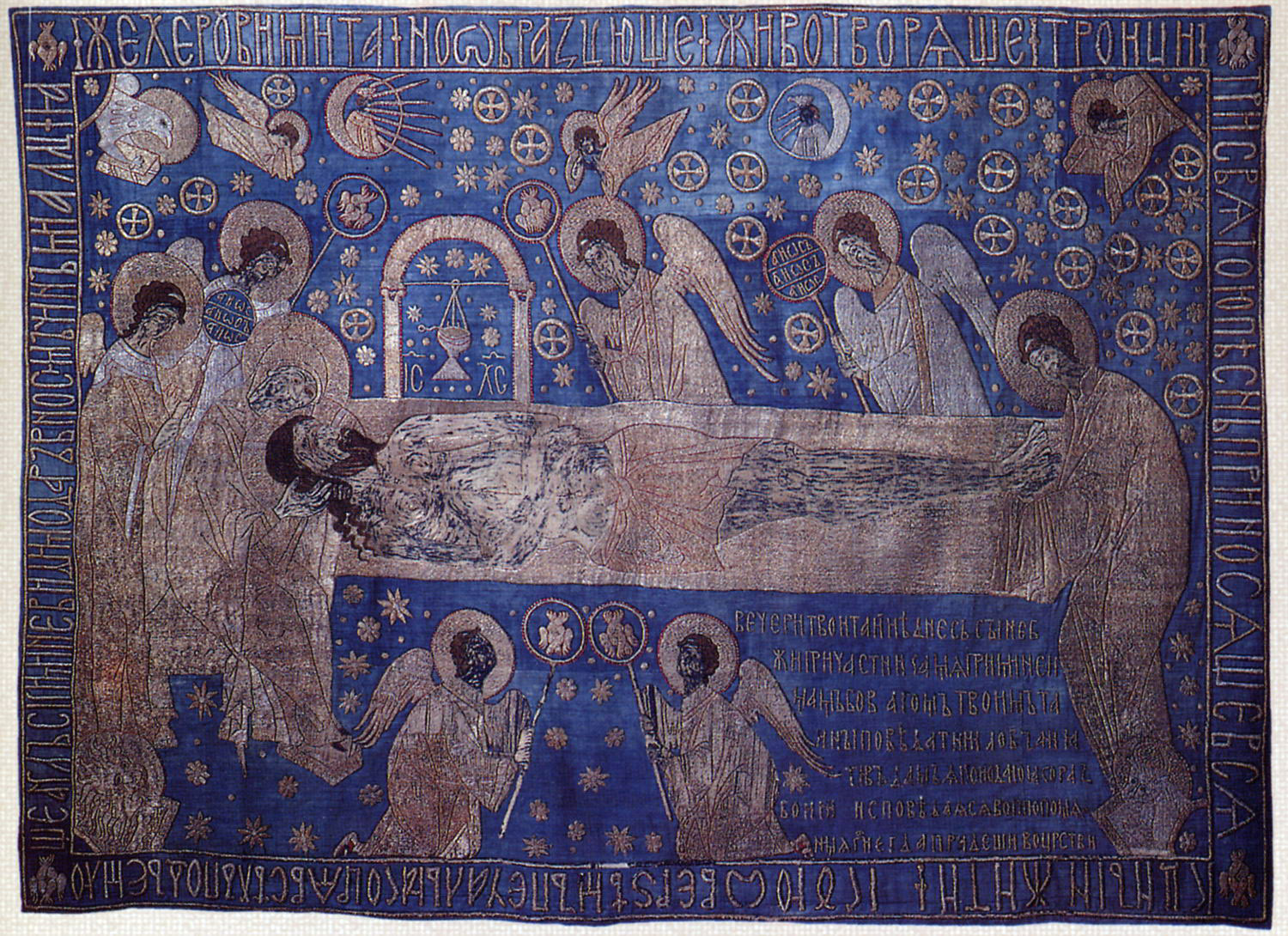
Nejstarší ruský epitafios, Sergijev Posad, 15. století

Nejstarší epitafia se dochovala z vrcholného středověku od 13. do 15. století. Do římskokatolických chrámů se epitafia z Východu dovážela jako poutní dary. Po jejich vzoru tam vznikaly výšivky také, v ženských klášterech střední a jižní Evropy.

## Popis
Ikona má zpravidla tvar obdélníka orientovaného na šířku, přibližně o rozměrech od 60 × 40 cm do 120 × 80 cm. Tvoří ji tkanina s výšivkou, často z hedvábných nití, zlatého nebo stříbrného dracounu, podšívka bývá lněná nebo bavlněná. Ikona zpodobuje ustálený výjev Ukládání Krista do hrobu, s vodorovně orientovanou tumbou, pokrytou plátnem, se dvěma až osmi asistujícími postavami: Panny Marie, Jana Evangelisty, Josefa Arimatijského, Nikodéma, Marie Magdalény, také tří Marií u hrobu a různého počtu andělů. V pozadí je kříž, z něhož byl Kristus sňat, případně ještě měsíc a slunce, které při jeho ukřižování vysvitly současně.
Po obvodu ikony bývá nápisový pás s úryvkem z textu velkopáteční liturgie. Jindy je nápis umístěn do obrazového pole, nebo jsou k obrazu komiksovým způsobem připojeny další pašijové scény.

## Využití
Epitafios má trojí využití:
- Používá se během liturgických obřadů Velikonoc, a to o Velkém pátku a Bílé sobotě ve východních církvích byzantského obřadu (řecké, gruzínské a arménské ortodoxní, ruské, srbské, bulharské a rumunské pravoslavné). Během velkopáteční liturgie se v kostele přenáší ze severní brány ikonostasu k Božímu hrobu, na který se pokládá. Nebo se položí na oltářní menzu místo oltářní pokrývky. Může být také nošen v procesí mimo kostel.
- Používá se před a při pohřební liturgii, kdy se klade na katafalk. Doprovází oplakávání zemřelého (ze slova plakat je odvozen ruský termín „plaščanica“).[1]
- Mimo uvedené účely může být v chrámě vystaven s ostatními ikonami. Odvozené formy existují také jako závěsná či nástěnná malba nebo mozaika.

## Jiné termíny
Epitafios logos je samotný text velkopáteční liturgie bez obrazu.